# Rocca Isolani
Rocca Isolani è un edificio storico che si trova a Minerbio, in provincia di Bologna.
Si tratta di una rocca edificata all'inizio del XIV secolo. Fu in seguito bruciata dal capitano visconteo Niccolò Piccinino e ricostruita nel 1438, assumendo le dimensioni di un castello fortificato. 
Nel 1401, per volontà dei Visconti di Milano, fu conferita agli Isolani l'investitura ufficiale di Signori di Minerbio.
Nel 1527 la rocca fu in parte incendiata dai Lanzichenecchi durante la loro marcia verso Roma, e fu ricostruita a metà del XVI secolo come residenza di campagna.
Furono recuperati gli originali fregi di cotto policromi raffiguranti la corte rinascimentale, risalenti alla metà del XIV secolo mentre vennero realizzati da Amico Aspertini nuovi affreschi per decorare tre sale dell'edificio (1538-1542)
Sul retro della Rocca si trova una elegante colombaia del 1536, forse progettata dal Vignola; a fianco della Rocca si trova villa Isolani, sempre attribuita al Vignola, costruita per ospitare Carlo V in occasione della sua incoronazione a Bologna.
Accanto alla Rocca si trova il Prato delle Fiere, in antichità luogo di mercato e di tornei d'armi.

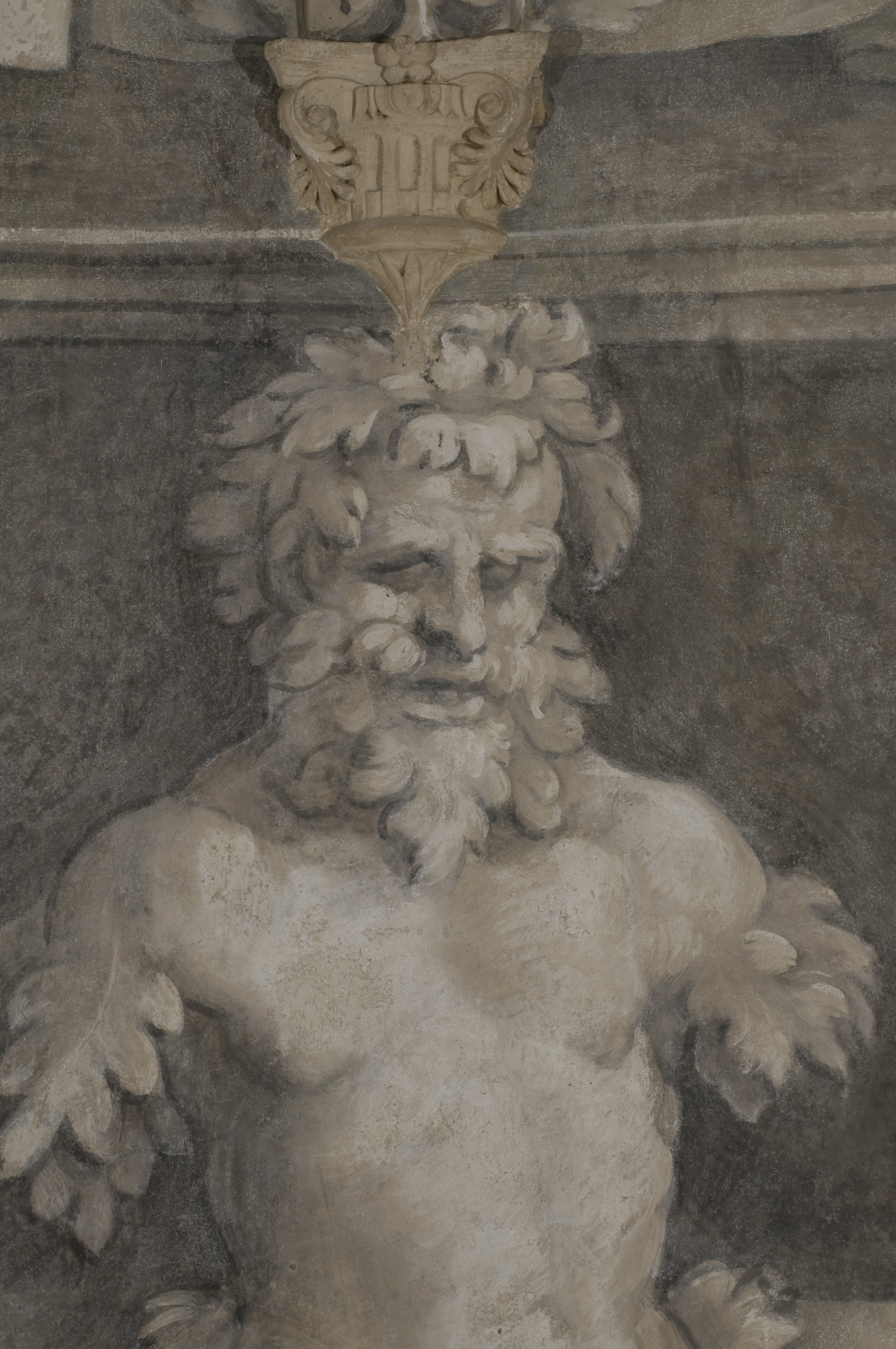
Telamone di Amico Aspertini nella Sala di Marte